# Гордейчев, Владимир Григорьевич
Владимир Григорьевич Горде́йчев (1930—1995) — русский советский поэт.

## Биография
Родился 5 марта 1930 года в Касторном (ныне Курская область). В 1948—1950 годах работал учителем в сельской школе. Окончил Воронежский учительский институт (1950). Начал публиковаться в 1950. В 1957 году окончил Литературный институт имени А. М. Горького, в том же году вступил в КПСС и СП СССР. Первый сборник стихов (1957) получил положительную оценку В. А. Солоухина. Сам считал себя последователем А. Т. Твардовского, В. А. Луговского и Б. П. Корнилова.
Председатель Воронежского отделения СПР (1967—1969, 1975—1979, 1988—1995) Секретарь СПР (с 1994).
Умер 15 марта 1995 года в Воронеже.

## Премии
- Премия имени Н. А. Островского (1968)

## Книги
- Никитины каменья, 1957
- Земная тяга, 1959
- У линии прибоя, 1960
- Беспокойство, 1961
- Своими словами, 1964
- Главное свойство, 1966
- Пора черемух, 1971
- Пути-дороги. Стихи и поэма, 1973
- Свет в окне, 1975
- Соизмеренья, 1976
- Время окрыленных, 1977
- Грань, 1979
- Избранное, 1980
- Дар полей, 1983
- В кругу родимом, 1984
- Весна-общественница, 1987
- Памятные страницы, 1987 (воспоминания)
- В светающих березах, 1990

## Пародии
Пародию на стихотворение Гордейчева
…Днем весенним таким жаворонистым
я на счастье пожалован был.
Колоколило небо высокое…
написал Александр Иванов
Лягушатило пруд захудалистый,
булькотела гармонь у ворот.
По деревне, с утра напивалистый,
дотемна гулеванил народ.

## Память
Имя В. Г. Гордейчева носит воронежская городская библиотека № 3 (ул. Ворошилова, 38). На доме № 4 по ул. Комиссаржевской, в котором жил поэт, установлена мемориальная доска. Имя поэта носит также Касторенская межпоселенческая библиотека. В Касторном в 2011 году установлена мемориальная доска, посвященная В. Г. Гордейчеву.